# جاتومبا
تقع قرية جاتومبا على الجانب الغربي من بوروندي، بالقرب من الحدود مع جمهورية الكونغو الديمقراطية. المكان معروف بارتكاب مذبحة في مخيم للاجئين مرتبط بالقرية.

## المذبحة
في 13 أغسطس / آب 2004، كان مخيم للاجئين في جاتومبا مسرحًا لواحدة من أكبر المذابح التي ارتُكبت بحق المدنيين في بوروندي في السنوات الأخيرة. 
قتلت قوة من المقاتلين المسلحين، العديد منهم أعضاء في قوات التحرير الوطني، ما لا يقل عن 166  مدنيًا كونغوليًا وجرحت 106 آخرين. الجبهة الوطنية للتحرير هي حركة متمردة يغلب عليها الهوتو معروفة بعدائها للتوتسي والضحايا كانوا إلى حد كبير بانيامولينجي، وهي جماعة غالبا ما تصنف مع التوتسي. يُعتقد أن قوات التحرير الوطنية كانت وراء سلسلة من الهجمات الأخرى، بما في ذلك مذبحة تيتانيك إكسبريس في 28 ديسمبر 2000.
واتهم العميد جيرمان نيويانكانا قائد الجيش البوروندي القوات الكونغولية بالتواطؤ في عمليات القتل. 
في أعقاب اعتراف قوات التحرير الوطنية بمسؤوليتها عن مذبحة جاتومبا، أصدرت الحكومة البوروندية مذكرات توقيف بحق زعيم الجماعة، أغاثون رواسا، وأعلنت عزمها على إحالة الأمر إلى المحكمة الجنائية الدولية. وأصدرت الأمم المتحدة قرارا يدين الهجوم، وأعلن الاتحاد الأفريقي قوات التحرير الوطنية منظمة إرهابية. لم يتم حتى الآن إجراء أي اعتقالات.

## بيان قوات التحرير الوطني
في أكتوبر 2005، أصدرت قوات التحرير الوطنية بيانًا يدين مذبحة جاتومبا، ويدين أغاثون رواسا لقيادته "النزول إلى الجحيم"، وأعلن أنه تم استبداله. وورد أن رواسا فر إلى تنزانيا.

## روابط خارجية
- تقرير بي بي سي عن جاتومبا
- تقرير هيومن رايتس ووتش عن غاتومبا
- قرار الأمم المتحدة رقم 1577، الذي يدين مذبحة غاتومبا
- قرار الأمم المتحدة رقم 1602، الذي يكرر إدانة مذبحة غاتومبا